# Конвой HX 126
Конвой HX 126 (англ. Convoy HX 126) — 126-й атлантичний конвой серії HX транспортних і допоміжних суден у кількості 41 одиниці, який у супроводженні союзних кораблів ескорту прямував від канадського Галіфаксу до британського порту Ліверпуль. Конвой вийшов 10 травня 1941 року з Галіфаксу та прибув до Ліверпуля 28 травня 1941.

## Кораблі та судна конвою HX 126[1]

### Транспортні судна
Позначення
| Назва                    | Прапор          | Тоннаж (GRT) | Прим.                                            |
| ------------------------ | --------------- | ------------ | ------------------------------------------------ |
| Athelprincess (1929)     | Велика Британія | 8 882        |                                                  |
| Barnby (1940)            | Велика Британія | 4 813        | відстало від конвою та 22 травня потоплено U-111 |
| Baron Carnegie (1925)    | Велика Британія | 3 178        |                                                  |
| Baron Elgin (1933)       | Велика Британія | 3 942        |                                                  |
| Bente Maersk (1928)      | Велика Британія | 5 722        |                                                  |
| British Freedom (1928)   | Велика Британія | 6 985        | 20 травня відстало від конвою                    |
| British Security (1937)  | Велика Британія | 8 470        | 20 травня потоплено U-556                        |
| British Splendour (1931) | Велика Британія | 7 138        |                                                  |
| Cockaponset (1919)       | Велика Британія | 5 995        | 20 травня потоплено U-556                        |
| Darlington Court (1936)  | Велика Британія | 4 974        | 20 травня потоплено U-556                        |
| Dorelian (1923)          | Велика Британія | 6 431        |                                                  |
| Eemland (1906)           | Нідерланди      | 4 188        | 20 травня відстало від конвою                    |
| Elusa (1936)             | Нідерланди      | 6 235        | 20 травня потоплено U-93                         |
| Empire Kudu (1919)       | Велика Британія | 6 622        |                                                  |
| Gretavale (1928)         | Велика Британія | 4 586        |                                                  |
| Hada County (1921)       | Норвегія        | 4 853        |                                                  |
| Harpagus (1940)          | Велика Британія | 5 173        | рятувальне судно. 20 травня потоплено U-109      |
| Havsten (1930)           | Норвегія        | 6 161        |                                                  |
| Hindustan (1940)         | Велика Британія | 5 425        | флагманське судно контрадмірала Ф. Ватсона       |
| John P Pedersen (1930)   | Норвегія        | 6 128        | 20 травня потоплено U-94                         |
| Karabagh (1932)          | Велика Британія | 6 427        |                                                  |
| Morgenen (1930)          | Норвегія        | 7 093        |                                                  |
| Nicoya (1929)            | Велика Британія | 5 364        |                                                  |
| Norman Monarch (1937)    | Велика Британія | 4 718        | 20 травня потоплено U-94                         |
| Regent Panther (1937)    | Велика Британія | 9 556        |                                                  |
| Ribera (1940)            | Велика Британія | 5 559        | 20 травня відстало від конвою                    |
| Rosewood (1931)          | Велика Британія | 5 989        | до Ісландії                                      |
| Rothermere (1938)        | Велика Британія | 5 356        | 20 травня потоплено U-98                         |
| Salando (1920)           | Нідерланди      | 5 272        | повернулося                                      |
| Tongariro (1925)         | Велика Британія | 8 720        |                                                  |
| Toward (1923)            | Велика Британія | 1 571        | рятувальне судно                                 |
| Westport (1918)          | Велика Британія | 5 665        | перейшло з конвою SC 31                          |
| Winona County (1919)     | Велика Британія | 6 159        | повернулося                                      |

### Кораблі ескорту
| Назва                    | Прапор                                  | Тип корабля                                              | Прим.        |
| ------------------------ | --------------------------------------- | -------------------------------------------------------- | ------------ |
| «Арабіс»                 | Військово-морські сили Великої Британії | корвет типу «Флавер»                                     | 21-23 травня |
| «Ауранія»                | Військово-морські сили Великої Британії | океанський лайнер/допоміжний крейсер                     | 10-21 травня |
| «Бернем»                 | Військово-морські сили Великої Британії | ескадрений міноносець типу «Таун»                        | 21-22 травня |
| «Бервелл»                | Військово-морські сили Великої Британії | ескадрений міноносець типу «Таун»                        | 21-26 травня |
| «Чемблі»                 | Військово-морські сили Канади           | корвет типу «Флавер»                                     | н/д          |
| «Діанелла»               | Військово-морські сили Великої Британії | корвет типу «Флавер»                                     | 23 травня    |
| «Гладіолус»              | Військово-морські сили Великої Британії | корвет типу «Флавер»                                     | 23-26 травня |
| «Геліотроп»              | Військово-морські сили Великої Британії | корвет типу «Флавер»                                     | 21-23 травня |
| «Кеппель»                | Військово-морські сили Великої Британії | лідер ескадрених міноносців типу «Шекспір»               | 23-26 травня |
| «Кінгкап»                | Військово-морські сили Великої Британії | корвет типу «Флавер»                                     | 23-28 травня |
| HMT Lady Elsa            | Військово-морські сили Великої Британії | протичовновий траулер                                    | 23 травня    |
| «Малькольм»              | Військово-морські сили Великої Британії | лідер есмінців типу «Адміралті»                          | 20-22 травня |
| «Меллоу»                 | Військово-морські сили Великої Британії | корвет типу «Флавер»                                     | 21-23 травня |
| HMT Northern Gem (FY194) | Військово-морські сили Великої Британії | протичовновий траулер                                    | н/д          |
| HMT Northern Wave        | Військово-морські сили Великої Британії | протичовновий траулер                                    | н/д          |
| «Оріліа»                 | Військово-морські сили Канади           | корвет типу «Флавер»                                     | н/д          |
| «Сейбр»                  | Військово-морські сили Великої Британії | ескадрений міноносець типу «S»                           | 23-27 травня |
| «Скімітар»               | Військово-морські сили Великої Британії | ескадрений міноносець типу «S»                           | 22-24 травня |
| «Спрінгбенк»             | Військово-морські сили Великої Британії | гідроавіаносець/корабель катапультування винищувача      | 23 травня    |
| «Тріб'юн»                | Військово-морські сили Великої Британії | Підводний човен типу «T»                                 | 10 травня    |
| «Веномос»                | Військово-морські сили Великої Британії | Ескадрений міноносець «Модифікований Адміралті» типу «W» | 26-28 травня |
| «Вербена»                | Військово-морські сили Великої Британії | корвет типу «Флавер»                                     | 21-23 травня |

## Підводні човни Крігсмаріне, що брали участь в атаці на конвой[9]
| Назва | Тип   | Командир                                 | Результати атаки                                                             |
| ----- | ----- | ---------------------------------------- | ---------------------------------------------------------------------------- |
| U-46  | VII B | капітан-лейтенант Енгельберт Ендрасс     | не брав участі в атаці                                                       |
| U-66  | IX C  | корветтен-капітан Роберт-Ріхард Цапп     | не брав участі в атаці                                                       |
| U-74  | VII B | капітан-лейтенант Айтель-Фрідріх Кентрат | не брав участі в атаці                                                       |
| U-93  | VII C | капітан-лейтенант Клаус Корт             | 21 травня потопив голландське судно Elusa                                    |
| U-94  | VII C | капітан-лейтенант Герберт Куппіш         | 20 травня потопив два судна Norman Monarch і John P. Pedersen                |
| U-98  | VII C | капітан-лейтенант Роберт Гізе            | 20 травня потопив Rothermere                                                 |
| U-109 | IX B  | капітан-лейтенант Ганс-Георг Фішер       | 20 травня потопив Harpagus                                                   |
| U-111 | IX B  | корветтен-капітан Вільгельм Кляйншмідт   | 22 травня потопив Barnby                                                     |
| U-556 | VII C | капітан-лейтенант Герберт Вольфарт       | 20 травня потопив три судна Darlington Court, British Security і Cockaponset |
| U-557 | VII C | капітан-лейтенант Оттокар Паульссен      | не брав участі в атаці                                                       |